# Hydrobaenus labradorensis
Hydrobaenus labradorensis är en tvåvingeart som beskrevs av Ole Anton Saether 1976. Hydrobaenus labradorensis ingår i släktet Hydrobaenus och familjen fjädermyggor. Inga underarter finns listade i Catalogue of Life.